# Ипсала
Ипсала (тур. İpsala) — город и район в провинции Эдирне Турции.

## История
В районе Ипсала строящийся газопровод Турецкий поток, должен пересечь турецко-греческую границу.